# Илама (культура)

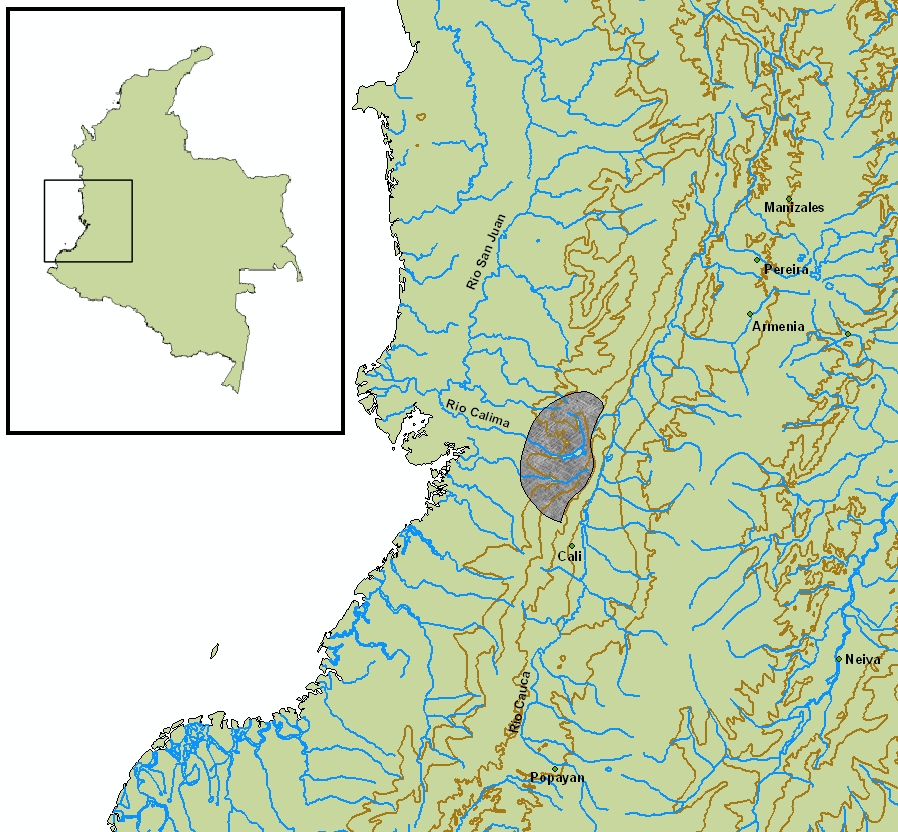
Географическое местонахождение культуры Илама

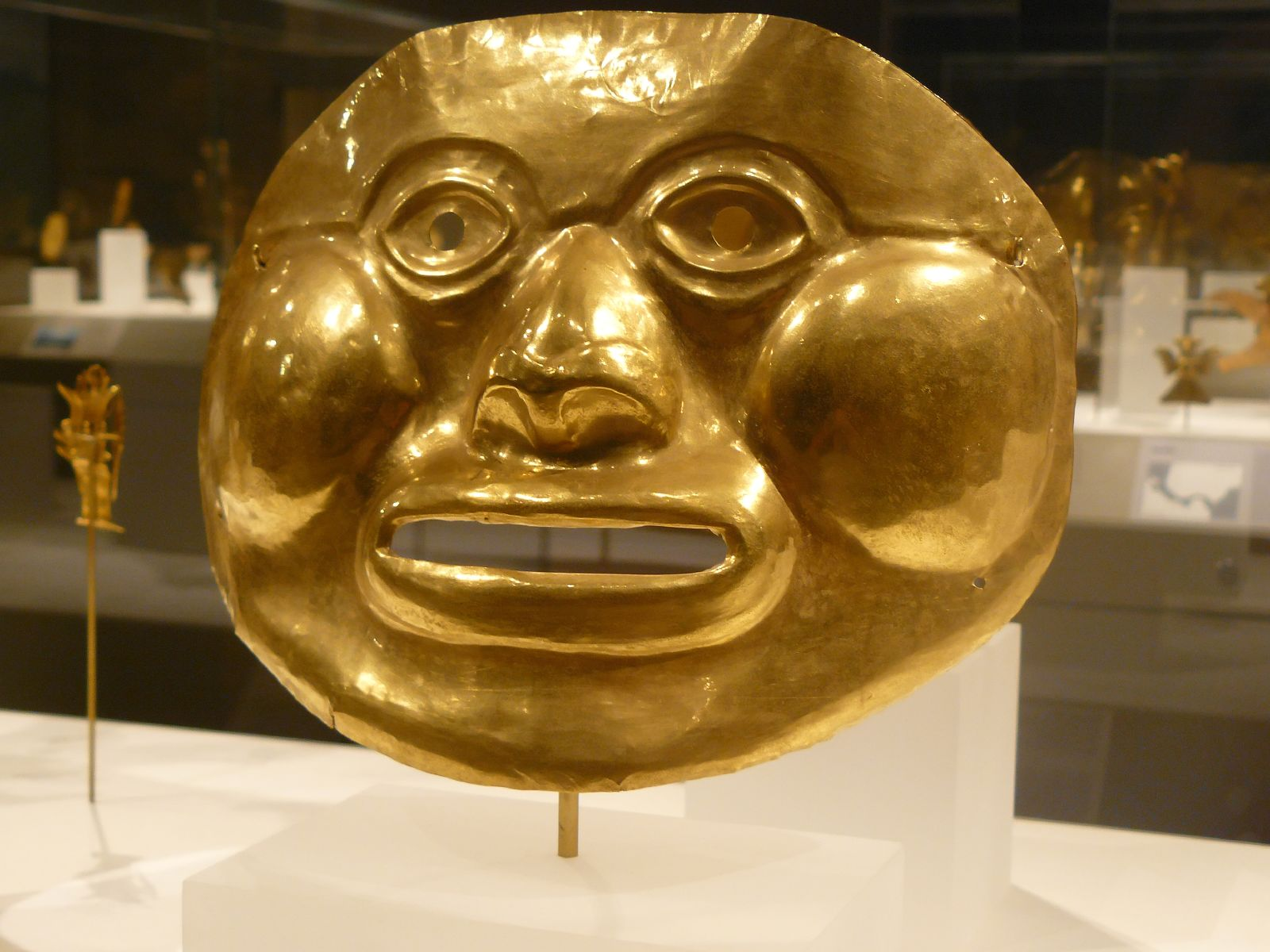
Погребальная маска культуры Илама, чеканное золото. Метрополитен-музей, Нью-Йорк

Геометрический мотив (изображался на сосудах), культура Илама

Ещё один геометрический мотив

Культура Илама — древняя культура, находившаяся на территории современной Колумбии, департамент Валье-дель-Каука, в долинах Калима (муниципалитет Дарьен) и Эль-Дорадо (муниципалитет Рестрепо). Согласно археологическим данным, существовала в 15-1 вв. до н. э. и постепенно эволюционировала в культуру Йотоко, существовавшую в 1-12 вв. н. э.

## Происхождение
Около 1500 г. до н. э. в районе реки Калима возникла этническая общность, от которой произошла культура Илама. Археологические находки, которые ныне считаются относящимися к иламской культуре, прежде назывались «ранняя культура Калима».
Из-за кислотности почвы в калимском регионе костяные останки прежних его обитателей не сохранились, и археологи основывают свои заключения о культуре по керамическим предметам, найденным в Эль-Топасио и Эль-Питаль. По этим археологическим находкам можно заключить, что жители культуры Илама сооружали свои жилища на вершинах холмов рядом с долинами и источниками воды. На основании сосудов из пористой глины, выкупленных Музеем золота в Боготе у «чёрных археологов», можно предположить, что поселения культуры Илама были поселкового типа, относительно концентрированные.

## Экономика
Основой пропитания для иламской культуры было в первую очередь сельское хозяйство, и в значительно меньшей степени — рыболовство и охота. Иламское сельское хозяйство было основано на методе миграционного сельского хозяйства. Наиболее распространёнными посевными культурами были кукуруза, маниока, фасоль и некоторые виды овощей.
Ещё одной важной сферой деятельности было гончарное ремесло. Среди форм керамики были антропоморфные и зооморфные сосуды, а также печати. Керамика могла быть украшена одним из трёх способов: насечки, аппликация, раскрашивание. Для нанесения рисунков использовалась красная и чёрная краска растительного происхождения, а сами рисунки обычно представляли собой геометрические узоры.
Что касается металлургии, представители культуры Илама владели основными принципами плавки, кузнечного искусства и вырезания рельефов. Использовали золото, медь и сплавы этих двух металлов. Изготавливали ритуальные объекты, такие, как благовония (? narigueras), ожерелья, пекторали и маски.

## Социальная структура
Существование сельского хозяйства, производящего избыточный продукт, наряду с гончарным искусством и металлургией говорят о том, что в культуре Илама существовало социальное расслоение, и наряду с крестьянами, гончарами и металлургами существовали касики, шаманы и воины.